# Takeshi's Castle
Takeshi's Castle (風雲！たけし城, Fûun! Takeshi Jô) – japoński teleturniej emitowany w latach 1986–89 na kanale Tokyo Broadcasting System (TBS).

## Historia
W pierwotnym zamyśle program miał nawiązywać do komputerowej gry Super Mario Bros. Początkowo była to niskobudżetowa produkcja, jednak w późniejszym czasie na potrzeby teleturnieju stworzono specjalną scenografię w studiu Midoriyama, należącym do stacji TBS, i wybudowano pokaźne tory przeszkód w Jokohamie. Program szybko zdobył wielką popularność i obecnie ma status kultowego. Takeshi Kitano zadecydował o zakończeniu produkcji teleturnieju u szczytu jego popularności (co jest częstym zabiegiem w japońskiej telewizji).
W listopadzie 2002 roku brytyjski kanał rozrywkowy Challenge rozpoczął emisję zedytowanej wersji programu, z dodatkowym udziałem aktora Craiga Charlesa, jako narratora żartobliwie komentującego akcję teleturnieju. Takeshi's Castle w nowej odsłonie spotkał się tam z dużą popularnością. Reedycję programu przeprowadził również niemiecki kanał DSF, emitowano go w latach 2000-2001.
2 kwietnia 2005 roku wyemitowany został specjalny odcinek programu, by uczcić 50-lecie stacji TBS.
W 2023 program po 34 latach od pierwszego odcinka został reaktywowany.

## Zasady
W programie brało udział od 100 do 142 uczestników. Ich zadaniem było przejście przez szereg trudnych, wręcz karkołomnych konkurencji sportowo-wyczynowych, przygotowanych wcześniej przez japońskiego aktora Takeshi Kitano. Każdy odcinek teleturnieju kończył się finałem, w którym uczestnicy musieli zmierzyć się z samym Kitano. Zwycięzca dostawał w nagrodę milion jenów (co w tamtym czasie było równowartością 8000 dolarów lub 5000 funtów).